# Józef Brandt
Józef Brandt (n. 11 februarie 1841, Szczebrzeszyn - d. 12 iunie 1915, Radom) a fost un pictor realist polonez foarte cunoscut datorită picturilor sale în care prezintă scene de luptă. El a fost liderul Grupului de la München. Józef Brandt a studiat în Varșovia la școala lui J.N. Leszczynski. Pleacă la Paris în anul 1858 și urmează cursurile Școlii Centrale, dar este convins de către Juliusz Kossak să abandoneze ingineria și științele exacte și să se dedice picturii. A studiat artele la München avându-i ca profesori pe Franz Adam și Karl Piloty, după care își deschide propriul atelier. Picturile lui Józef Brandt reprezintă scene din viața militară a secolului al XVII-lea, artistul dedicându-și o parte din timp și pentru studii privind viața tradițională a țăranilor polonezi. După moartea sa, conacul lui Brandt din Orońsko împreună cu parcul care-l înconjoară este destinat Centrului de Sculptură Poloneză.

## Biografie
Józef Brandt a studiat la Paris în perioada 1858 - 1860 după care a urmat cursurile Academiei de Arte Frumoase de la Munchen. Din 1875 a condus o școală privată de pictură, astfel devenind liderul mișcării Grupul de la München. La acest grup s-au asociat în mod natural  Aleksander Gierymski, Alfred Wierusz-Kowalski, Tadeusz Ajdukiewicz, Wojciech Kossak, Leon Wyczółkowski, toți fiind membrii fondatori ai mișcării. Brandt a pictat îndeosebi scene de istorice și de luptă pe teme legate de războaiele contra tătarilor, cazacilor și suedezilor, războaie derulate în secolul al XVII-lea. Abordarea tematicii alese de către artist, era una literară, realistă, de detaliu, compoziția degajând natural claritate și senzația mișcării. Józef Brandt a avut asupra picturii poloneze o influență puternică. În anul 1877 s-a căsătorit cu Heleną de Woyciechowskich Pruszakową și se mută la conacul lui din  Orońsko lângă Radom unde pictează și conduce o școală de arte. Aici, artistul a petrecut verile, înconjurat de familia sa și mulți alți prieteni care veneau în vizită. Astăzi, conacul și parcul ce-l înconjoară este destinat Centrului de Sculptură Poloneză. 

## Viața și munca
Profesorul. A format o școală de artă privată. A adus un număr de artiști talentați, ale căror lucrări au fost influențate, printre ele - Bogdan Klechinsky și Jan Bohumil Rosen.
A murit pe 12 iunie 1915 și a fost îngropat în cimitirul catolic din Radom.

## Galerie imagini

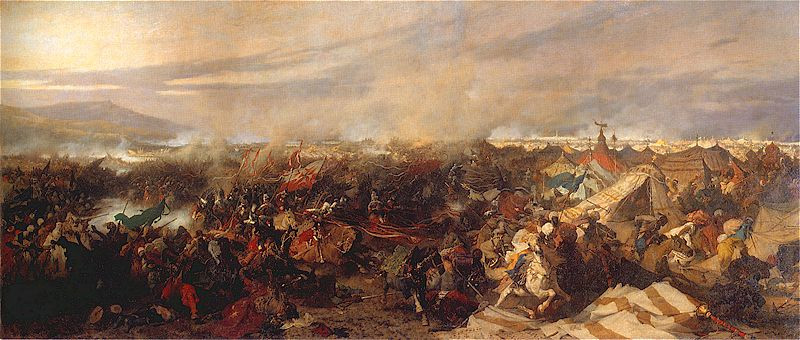
"Bătălia de la Viena", ulei pe pânză 1873
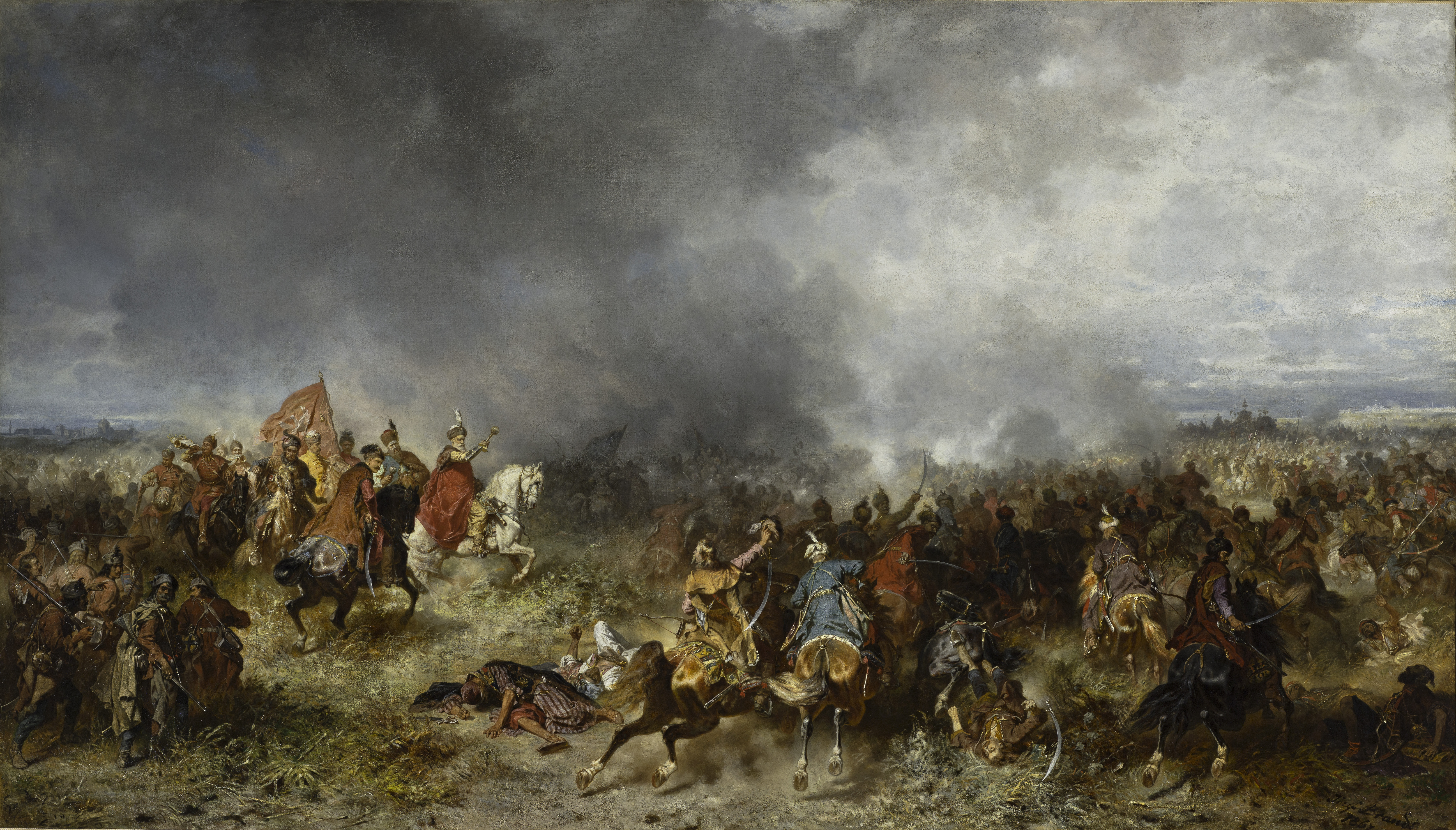
"Jan Karol Chodkiewicz în Bătălia de la Hotin", ulei pe pânză 1865
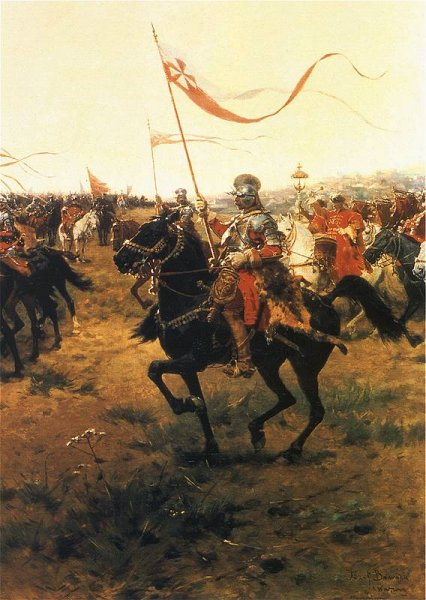
"Husari polonezi", ulei pe pânză 1890
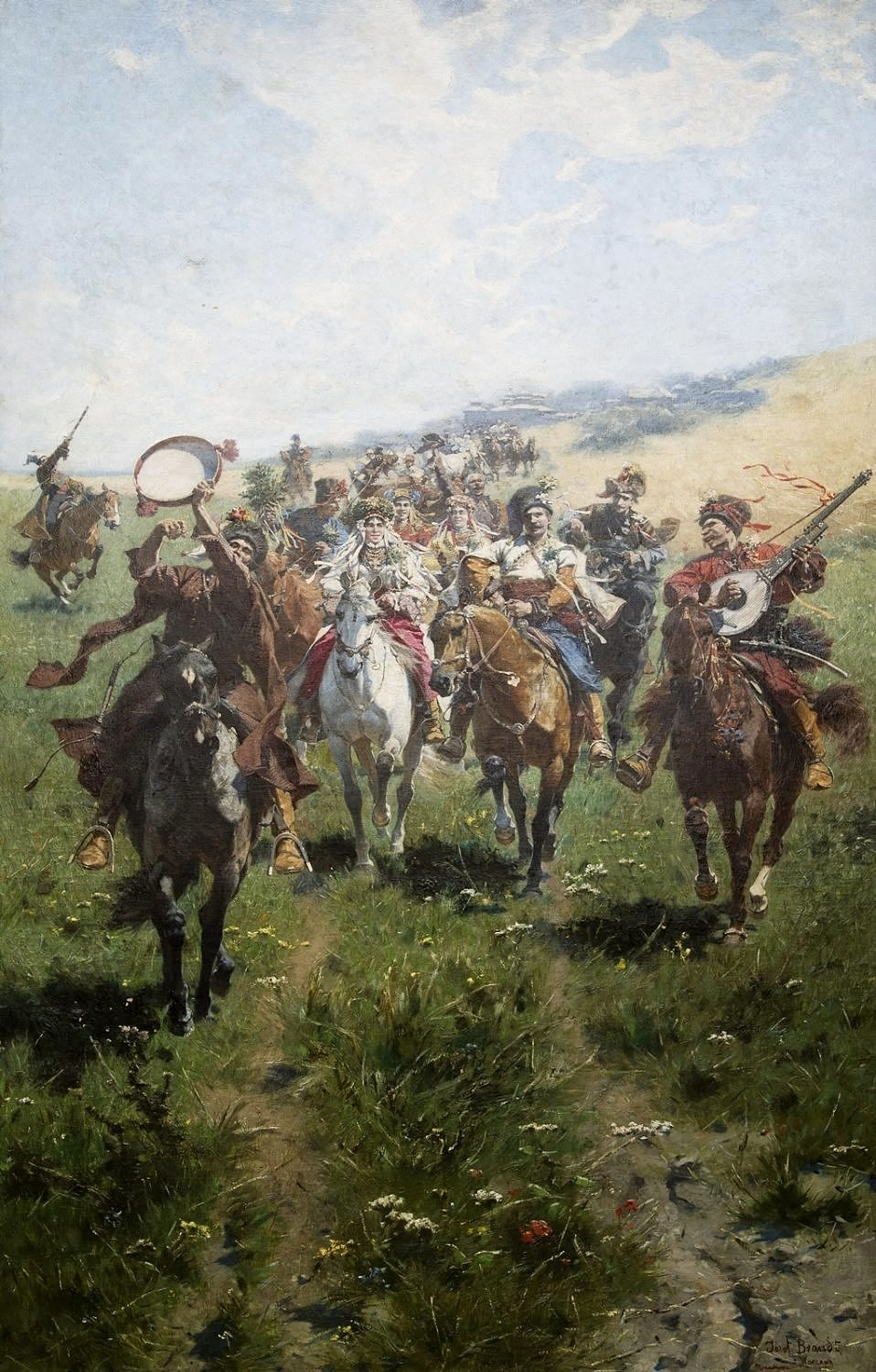
"Nunta lui cazacului", ulei pe pânză 1893
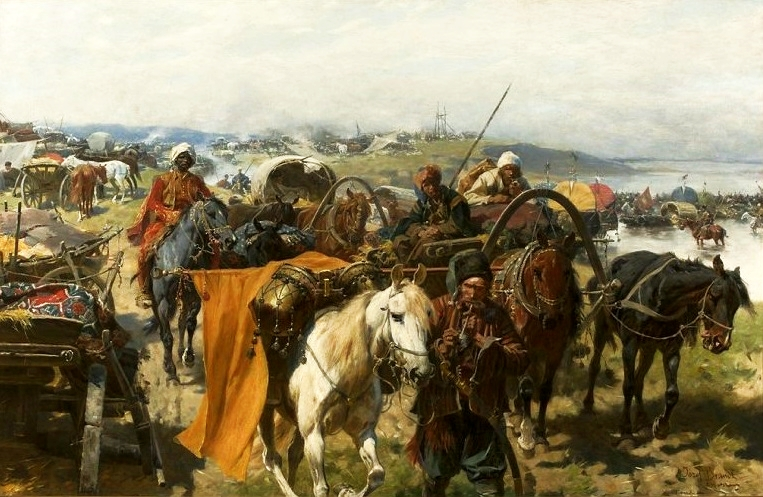
"Tabăra cazacilor", ulei pe pânză 1880
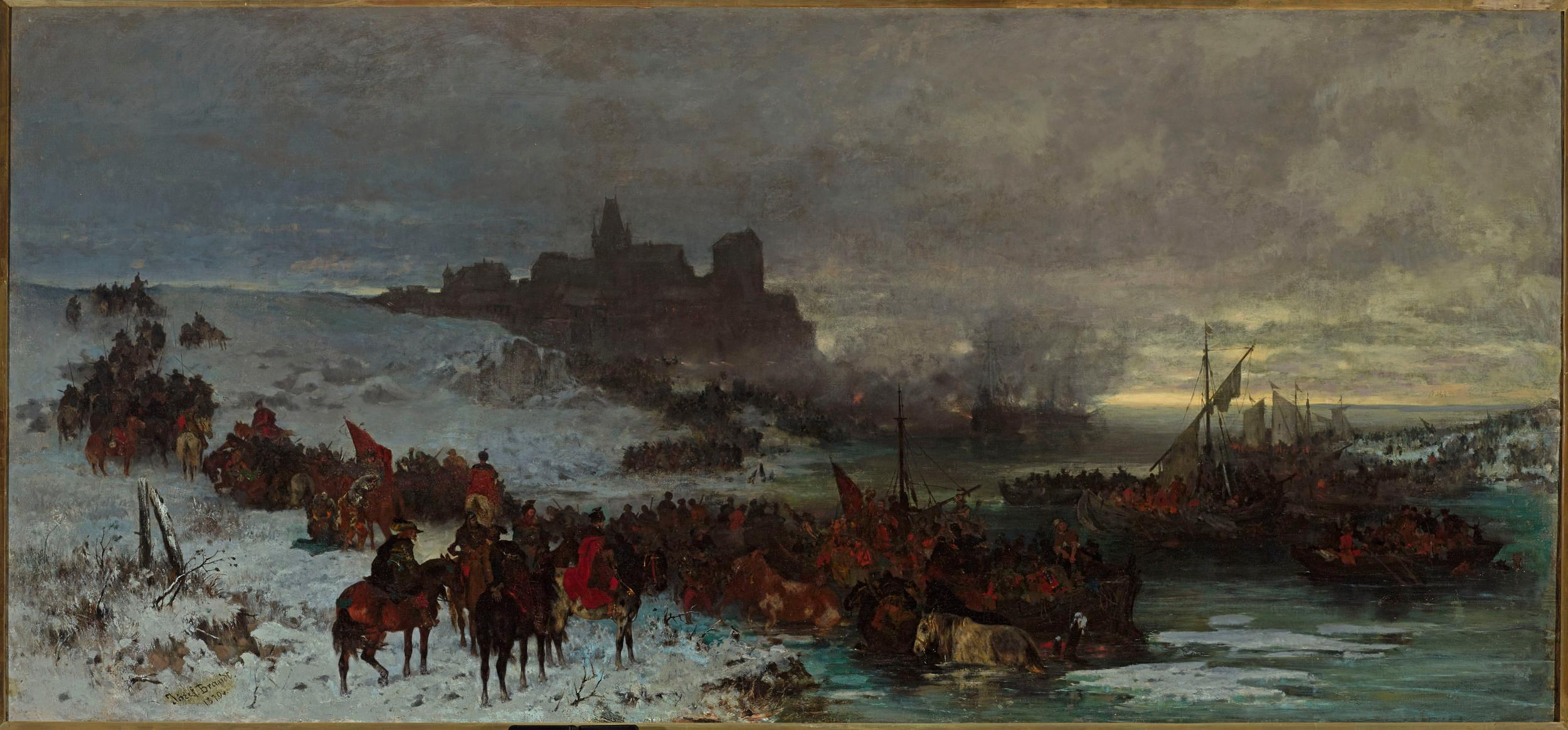
"Ștefan Czarniecki în timpul bătăliei de la Sønderborg",  ulei pe pânză 1870
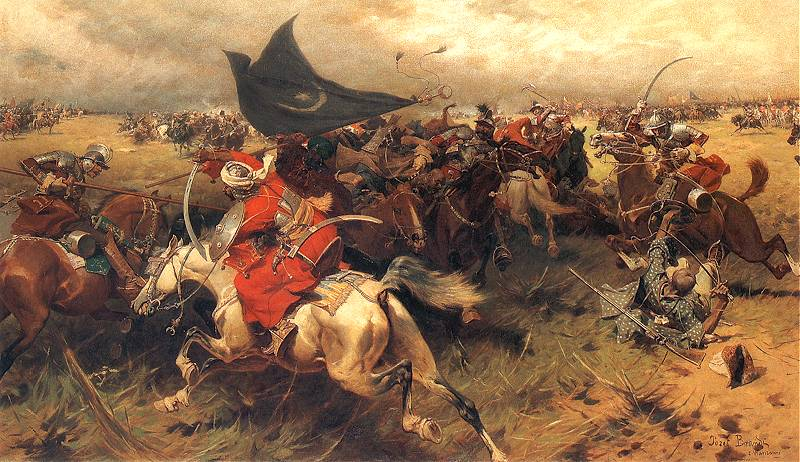
"Lupta pentru steagul turcesc", ulei pe pânză 1905
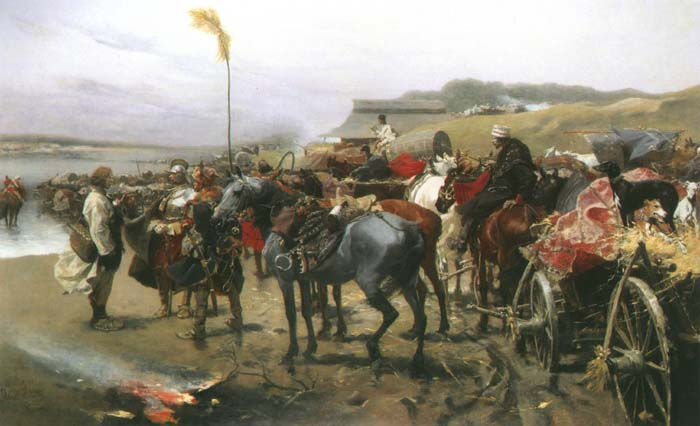
"Pospolite ruszenie", ulei pe pânză 1880
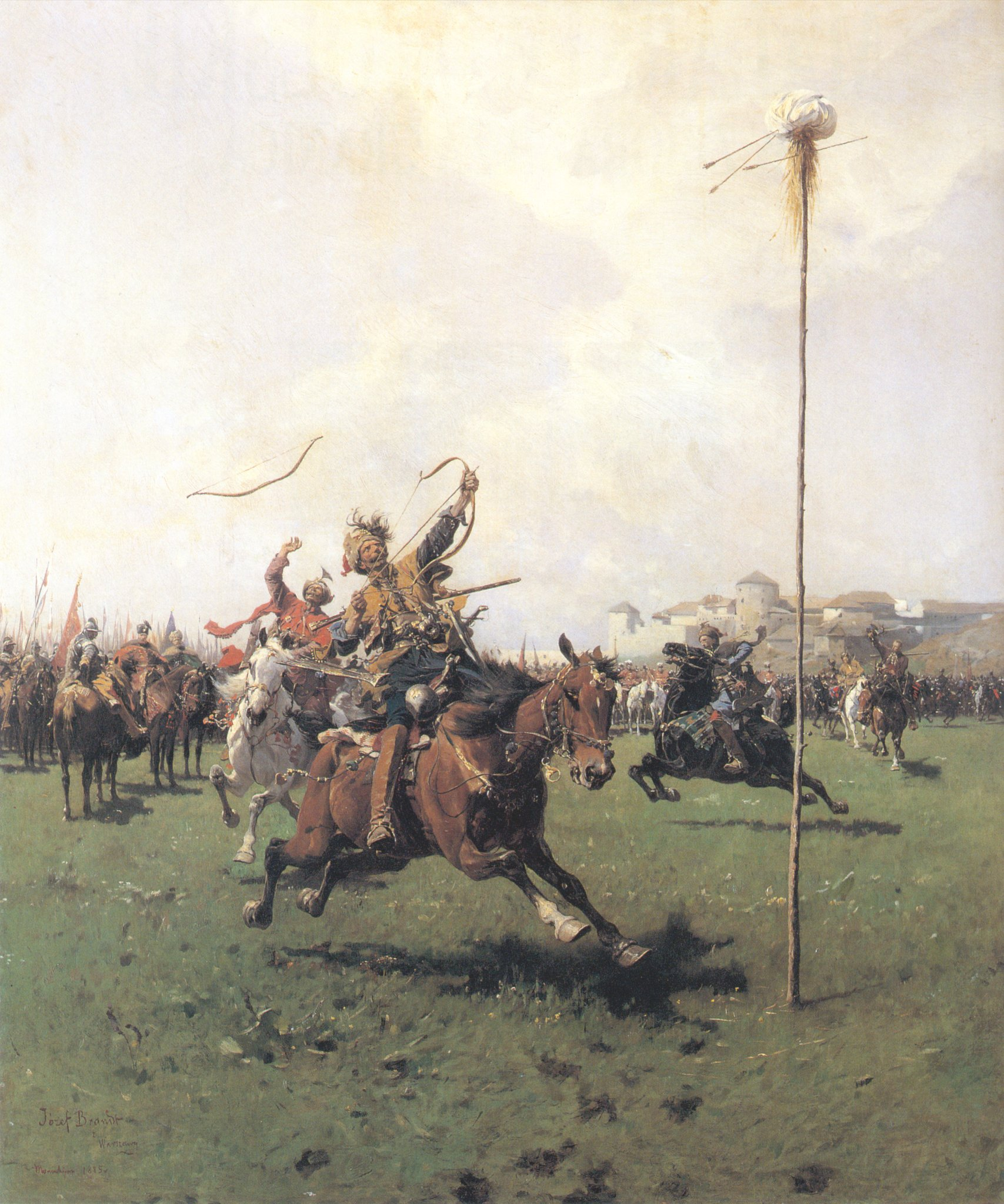
"Lisowczycy (Arcașul)", ulei pe pânză 1885
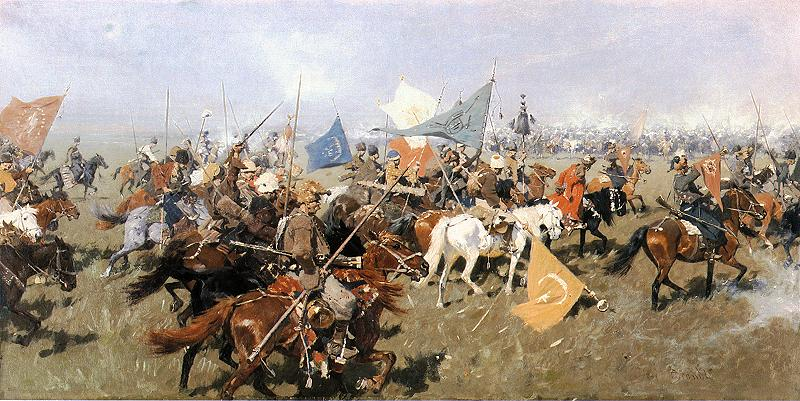
"Întoarcerea cazacilor", ulei pe pânză 1894
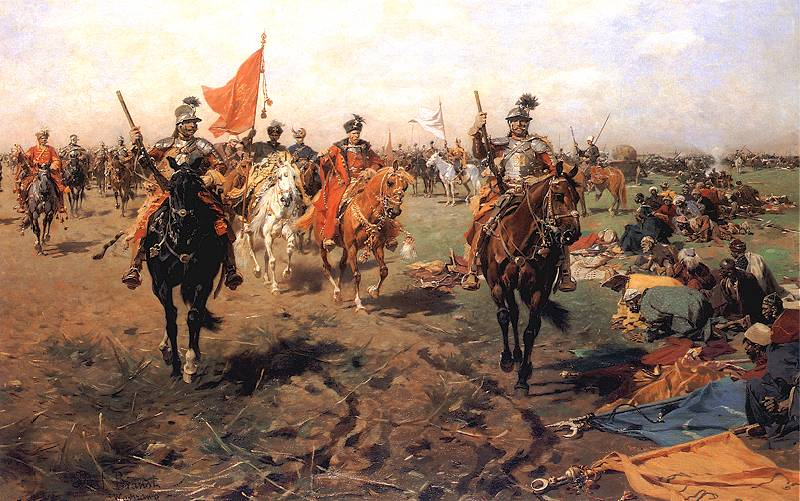
"Prezentarea steagului capturat", ulei pe pânză 1905
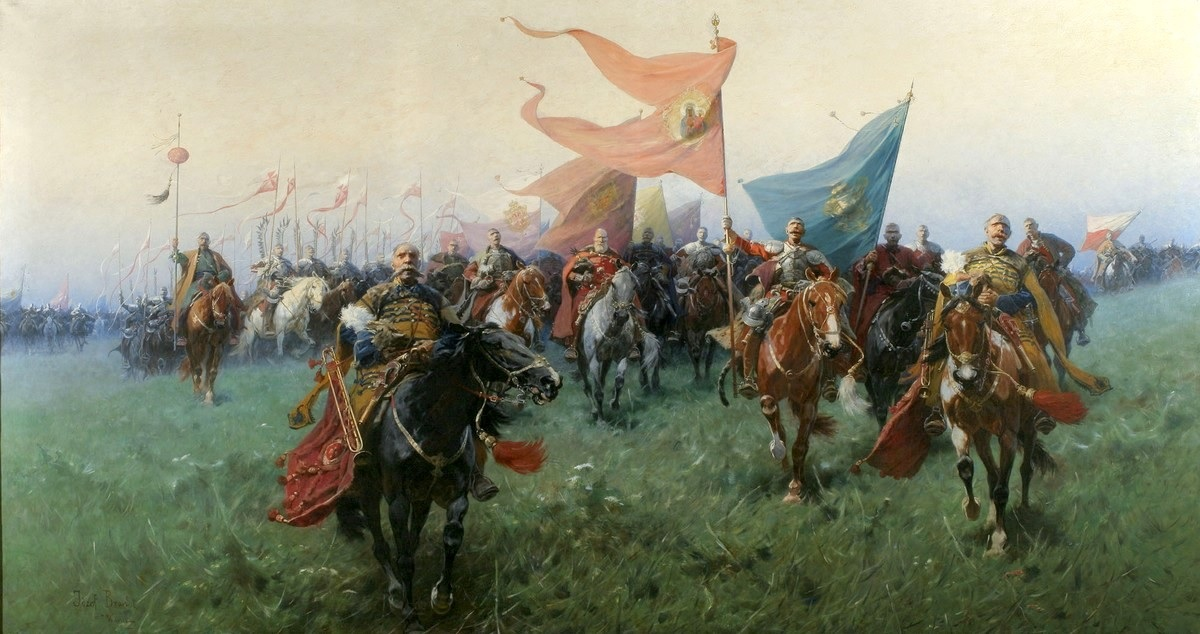
"Bogurodzica", ulei pe pânză 1909

## Lucrări celebre

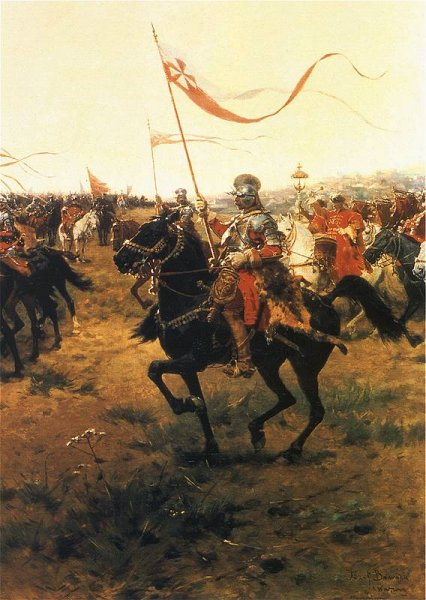
Husarul, 1890

- „Bătălia de la Chocim” (1867), 190 x 337 cm, Muzeul Național din Varșovia
- „Maica a lui Dumnezeu” (c. 1909), 160 x 302 cm, Muzeul Național din Wroclaw
- „Elegant” (1885), 82 x 58 cm, Muzeul Districtual din Toruń
- „Prinderea un cal cu un arcanul” (1880), 83,5 x 73,5 cm, ăăGaleria de Artă Lviv]]
- „Charnyetski Koldyngą”[3] (1870), 95 x 205, 5 cm, Muzeul Național din Varșovia
- „Lisowczycy (Arcașul)” (1885), 57 x 46 cm, Muzeul Național din Poznan
- „Pădurarul” (1886), 45 x 60 cm, Muzeul Național din Cracovia
- „Confederația barscy” (1875), Muzeul Armatei Poloneze din Varșovia
- „Cazac și fata de la fântână” (1875), 51 x 99 cm, Muzeul Național din Kielce
- „Rugăciunea în deșert” (aproximativ 18 930, 151 x 103 cm, Muzeul Național din Varșovia
- „Captivi” (1878), 179 x 445 cm, Muzeul Național din Varșovia
- „Luați cu un arcanul” (1881), 114 x 204 cm, Muzeul Național din Poznan
- „Czumaków în fața hanului” (1865), 39 x 56 cm, Muzeul Districtual din Toruń
- „Înainte de furtună” (1882), 48 x 100 cm, Muzeul Districtual din Toruń
- „Reuniunea” (1884), 100 x 200 cm, Muzeul Național din Cracovia
- „Tabor” - înapoi de la Viena (1869), 44 x 79 cm, Muzeul de Arta din Lodz
- „Nunta cazacului” (1893), 243 x 156 cm, Muzeul Silesian, Bytom
- „Plecare din Wilanów John Sobieski Marysieńka” (1887), 186 x 343 cm, Muzeul Național din Varșovia
- „Curtarea” (1874), Muzeul Național din Varșovia